# Lijst van gemeentelijke monumenten in Renswoude
De gemeente Renswoude kent 26 gemeentelijke monumenten, hieronder een overzicht. 
| Object                                                  | Bouwjaar             | Architect | Locatie                        | Coördinaten                  | Nr.            | Afbeelding                                              |
| ------------------------------------------------------- | -------------------- | --------- | ------------------------------ | ---------------------------- | -------------- | ------------------------------------------------------- |
| Boerderij De Melm’ met schaapskooi                      | 1868                 |           | Barneveldsestraat 34           | 52° 5' 25" NB, 5° 32' 36" OL | 0339/wikinr_1  | Boerderij De Melm’ met schaapskooi                      |
| Voormalig tolhuis                                       | 1860                 |           | Barneveldsestraat 38           | 52° 5' 54" NB, 5° 32' 42" OL | 0339/wikinr_2  | Voormalig tolhuis                                       |
| Boerderij De Kleine Melm’ met schuurberg en schaapskooi | 1908                 |           | Barneveldsestraat 41           | 52° 5' 32" NB, 5° 32' 19" OL | 0339/wikinr_3  | Boerderij De Kleine Melm’ met schuurberg en schaapskooi |
| Boerderij De Nieuwe Beek’ met schuurberg                | 1915                 |           | Bekerweg 2                     | 52° 5' 9" NB, 5° 32' 47" OL  | 0339/wikinr_4  | Boerderij De Nieuwe Beek’ met schuurberg                |
| Boerderij Het Nieuwe Hof’                               | 1925                 |           | Biesbosserweg 21               | 52° 3' 50" NB, 5° 31' 17" OL | 0339/wikinr_5  | Boerderij Het Nieuwe Hof’                               |
| Boerderij Daatselaar’ met bakhuis                       | 1858                 |           | Daatselaarseweg 2              | 52° 5' 30" NB, 5° 33' 13" OL | 0339/wikinr_6  | Boerderij Daatselaar’ met bakhuis                       |
| Woonhuis                                                | 1683                 |           | Dorpsstraat 11                 | 52° 4' 20" NB, 5° 32' 37" OL | 0339/wikinr_7  | Woonhuis                                                |
| Dubbel woonhuis                                         | 1761                 |           | Dorpsstraat 35-37              | 52° 4' 22" NB, 5° 32' 32" OL | 0339/wikinr_8  | Dubbel woonhuis                                         |
| Voormalige dokterswoning en pastorie                    | 1899                 |           | Dorpsstraat 43                 | 52° 4' 23" NB, 5° 32' 30" OL | 0339/wikinr_9  | Voormalige dokterswoning en pastorie                    |
| Voormalig rechthuis en logement                         | (inmiddels gesloopt) |           | Dorpsstraat 44-46              | 52° 4' 22" NB, 5° 32' 38" OL | 0339/wikinr_10 | Voormalig rechthuis en logement                         |
| Oudste woonhuis met twee woonlagen                      | 1722(ankers)         |           | Dorpsstraat 69                 | 52° 4' 25" NB, 5° 32' 24" OL | 0339/wikinr_11 | Oudste woonhuis met twee woonlagen                      |
| Voormalige smederij met woning                          | 1795                 |           | Dorpsstraat 74                 | 52° 4' 24" NB, 5° 32' 32" OL | 0339/wikinr_12 | Voormalige smederij met woning                          |
| Voormalige woning van de gemeenteontvanger              | 1844                 |           | Dorpsstraat 76                 | 52° 4' 24" NB, 5° 32' 31" OL | 0339/wikinr_13 | Voormalige woning van de gemeenteontvanger              |
| Voormalige Gereformeerde kerk, thans De Voorhof’        | 1908                 |           | Dorpsstraat 88                 | 52° 4' 26" NB, 5° 32' 27" OL | 0339/wikinr_14 | Voormalige Gereformeerde kerk, thans De Voorhof’        |
| Dubbel woonhuis                                         | 1785                 |           | Dorpsstraat 104-106            | 52° 4' 27" NB, 5° 32' 23" OL | 0339/wikinr_15 | Dubbel woonhuis                                         |
| Wederopbouwboerderij                                    | 1940                 |           | Emminkhuizerlaan 8             | 52° 3' 5" NB, 5° 31' 52" OL  | 0339/wikinr_16 | Wederopbouwboerderij                                    |
| Boerderij met hooiberg                                  | 1865                 |           | Groeperweg 1                   | 52° 3' 26" NB, 5° 30' 12" OL | 0339/wikinr_17 | Boerderij met hooiberg                                  |
| Boerderij De Beek’ met bakhuis                          | 1874                 |           | Hopeseweg 20                   | 52° 4' 14" NB, 5° 29' 50" OL | 0339/wikinr_18 | Boerderij De Beek’ met bakhuis                          |
| Langhuisboerderij                                       | 1919                 |           | Oude Holleweg 47 (voorheen 31) | 52° 3' 60" NB, 5° 30' 48" OL | 0339/wikinr_19 | Langhuisboerderij                                       |
| Algemene begraafplaats met oorlogsmonument              |                      |           | Oude Holleweg                  | 52° 4' 23" NB, 5° 31' 48" OL | 0339/wikinr_20 | Algemene begraafplaats met oorlogsmonument              |
| Schaapskooi ‘Klein Ravenhorst’                          |                      |           | Oude Holleweg                  | 52° 4' 4" NB, 5° 31' 54" OL  | 0339/wikinr_21 | Schaapskooi ‘Klein Ravenhorst’                          |
| Boerderij De Renswouder Meent’ met bakhuis              | 1926                 |           | Ubbeschoterweg 2               | 52° 4' 27" NB, 5° 33' 13" OL | 0339/wikinr_22 | Boerderij De Renswouder Meent’ met bakhuis              |
| Boerderij Groot Ubbeschoten’ met bakhuis                | 1930                 |           | Ubbeschoterweg 4               | 52° 4' 41" NB, 5° 33' 20" OL | 0339/wikinr_23 | Boerderij Groot Ubbeschoten’ met bakhuis                |
| Boerderij Engelaar’ met schuur                          | 1930                 |           | Utrechtseweg 5                 | 52° 4' 22" NB, 5° 31' 5" OL  | 0339/wikinr_24 | Boerderij Engelaar’ met schuur                          |
| Schuur van boerderij Wittenoord’                        |                      |           | Wittenoordeseweg 3             | 52° 4' 60" NB, 5° 31' 58" OL | 0339/wikinr_25 | Schuur van boerderij Wittenoord’                        |
| Daggeldersboerderij.                                    | 1900                 |           | Wittenoordseweg 4              | 52° 4' 60" NB, 5° 32' 8" OL  | 0339/wikinr_26 | Daggeldersboerderij.                                    |